# Trigger Point
Trigger Point är en brittisk actiondramaserie som hade premiär 23 januari 2022. Serien är skapad av Daniel Brierley. Den andra säsongen hade premiär den 28 januari 2024. Serien  visas på TV4 Play och TV12 med start 10 maj 2024.

## Handling
Serien kretsar kring två brittiska bombtekniker som kämpar mot klockan för att stoppa ett pågående terrorattentat.

## Rollista (i urval)
- Vicky McClure - Lana Washington
- Mark Stanley - Thom Youngblood
- Adrian Lester - Joel "Nut" Nutkins
- Nabil Elouahabi - Hassan "Hass" Rahim
- Kerry Godliman - Dr. Sonya Reeves
- Nadine Marshall - Marianne Hamilton
- Manjinder Virk - Samira Desai
- Ralph Ineson - Bregman
- Julian Ovenden - John Francis
- Ewan Mitchell - Billy Washington
- Rick Warden - Andy Phelan